# 彦根市立城南小学校
彦根市立城南小学校（ひこねしりつじょうなんしょうがっこう）は、滋賀県彦根市西今町にある公立小学校。

## 沿革
- 1875年（明治8年） - 開校。
- 1967年（昭和42年） - 特別教室棟（棟番号1）建築[1]。
- 1973年（昭和48年） - 普通教室棟（棟番号1）建築[1]。
- 1982年（昭和57年） - 校舎改築工事竣工[2]。普通教室棟（棟番号2）と特別教室棟（棟番号2）建築[1]。
- 1991年（平成3年） - 校舎増築工事竣工[2]。普通教室棟（棟番号3）建築。
- 2006年（平成18年） - 普通教室棟（棟番号4）建築[1]。
- 2008年（平成20年） - 普通教室棟（棟番号5）建築[1]。

## 通学区域と進学先中学校
出典

### 通学区域
- 戸賀の一部、小泉、西今の一部、竹ケ鼻、野瀬の一部、宇尾の一部、東沼波の一部
  - 詳細な地番などは、脚注にある「彦根市就学予定者等の就学すべき学校の指定に関する規則」を参照。

### 進学先中学校
- 彦根市立南中学校

## 周辺
- 社会福祉法人彦根福祉会城南保育園 - 同一敷地内で、かつ進学前保育園。
- 滋賀県道206号神郷彦根線
- プロシードアリーナHIKONE - 敷地が隣接。
- 彦根市消防本部
- 医療法人恭昭会彦根中央病院

## アクセス
- 近江鉄道バス・湖国バス平田線（県立盲学校前経由）で、「城南小学校前」停留所下車後、
  - 彦根駅方面行のりばから、徒歩約140m・約2分。
  - 南彦根駅方面行のりばから、徒歩約130m・約2分。
- JR西日本南彦根駅から、
  - 上述の近江鉄道バス・湖国バス平田線（県立盲学校前経由）で、「城南小学校前」停留所下車。
  - 西口から、徒歩約900m・約13分。